# Skalnik prążkowany
Skalnik prążkowany, rokus, skalnik (Morone saxatilis) – gatunek ryby okoniokształtnej z rodziny moronowatych (Moronidae).

## Zasięg występowania
Wody słodkie i słone Ameryki Północnej. Gatunek rodzimy dla wybrzeża atlantyckiego Ameryki Północnej od Rzeki św. Wawrzyńca aż do wybrzeża Luizjany w Zatoce Meksykańskiej. Jest gatunkiem anadromicznym, tzn. żyjącym zarówno w wodach słonych jak i słodkich i migrującym pomiędzy tymi wodami.
Skalnik prążkowany został sztucznie wprowadzony na wybrzeże północnoamerykańskie wybrzeża Pacyfiku i do wielu rzek i jezior wewnątrz Ameryki Północnej.

## Charakterystyka
Skalnik prążkowany ma budowę ciała typową dla moronowatych: pokryte srebrną łuską wydłużone ciało, naznaczone ciemnymi podłużnymi pręgami biegnącymi od skrzeli do ogona. Długość ciała osiąga 200 cm, masa dochodzi do 57 kg; typowa długość ciała dojrzałego skalnika prążkowanego to ok. 120 cm. Maksymalny odnotowany wiek osobników tego gatunku wynosi 30 lat.

## Cykl życiowy
Jako gatunek anadromiczny odbywa tarło w wodach słodkich, a większość życia spędza naturalnie w wodach morskich. Jednak gdy brak jest możliwości migracji, z powodzeniem adaptuje się do środowiska wody słodkiej.